# Варгашкін Ростислав Євгенович
Варгашкін Ростислав Євгенович (2 червня 1933) — радянський велогонщик.
Бронзовий призер Олімпійських Ігор 1960 року в гіті на 1000 м, учасник 1956 року.